# Вільям Патрік Дін
Сер Вільям Патрік Дін (англ. William Patrick Deane; 4 січня 1931, Мельбурн, Вікторія, Австралія) — австралійський державний і політичний діяч, 22-ий генерал-губернатор Австралії з 11 лютого 1996 по 29 червня 2001 рр.

## Життєпис
Вільям Патрік Дін народився 4 січня 1931 року в Мельбурні, в штаті Вікторія в Австралії. Навчався в коледжі Святого Йосипа у Хантерс-Хіллі і в Університеті Сіднея, де закінчив факультет мистецтв і права. Стажувався в Академії міжнародного права в Гаазі.
Після закінчення навчання Дін працював в Міністерстві генерального прокурора Австралії в Канберрі і в юридичній фірмі «Minter Simpson» (згодом «Minter Ellison»). Він також здійснив поїздку до Європи для вивчення міжнародного права. У 1957 році вступив в палату адвокатів Сіднея, а також читав лекції про закони в університеті.
В цей час, Дін брав активну участь в діяльності католицької громади і проявив інтерес до політики. У 1955 році він на короткий час став членом Демократичної лейбористської партії — католицької і антикомуністичної частини Лейбористської партії Австралії. Незабаром він розчарувався в партії і не брав участі в активній політичній діяльності, але перебував під сильним впливом прогресивних католицьких доктрин соціальної справедливості і опозиції до расової дискримінації.
У 1977 році був призначений суддею Верховного суду штату Новий Південний Уельс, і, в тому ж році був призначений в Федеральний суд Австралії і президентом австралійської торгової практики Трибуналу. У червні 1982 року він був призначений в Високий суд Австралії, замінивши Нініана Стівена з призначенням його на посаду генерал-губернатора. У серпні 1982 року отримав лицарський титул.

### Посада генерал-губернатора Австралії
У серпні 1995 року лейбористський прем'єр-міністр Пол Кітінг, оголосив, що королева Єлизавета II погодилася з призначенням Діна на посаду генерал-губернатора Австралії, після відставки Вільяма Хейдена. Дін пішов з Високого суду в листопаді і був приведений до присяги в якості генерал-губернатора 16 лютого 1996 року. Менш ніж через місяць ліберально — національна коаліція на чолі з Джоном Говардом перемогла уряд Китинга на австралійських федеральних виборах 1996 року.
Термін повноважень Діна повинен був закінчитися 31 грудня 2000 року, але був продовжений за рекомендацією уряду Говарда до середини 2001, щоб дати йому можливість бути на посаді генерал-губернатора в момент століття святкування Федерації.
У 2000 році під час губернаторства В. П. Діна Австралія брала XXVII літні Олімпійські ігри, які проходили в місті Сідней. При цьому він і відкривав ці ігри.

### У відставці
Вільям Дін є покровителем великого числа благодійних організацій, що працюють в несприятливих умовах, які працюють з бездомними, молоддю, що займаються освітою та охороною здоров'я корінних народів. У 2001 році він був нагороджений Сіднейської премією миру «за послідовну підтримку вразливих і знедолених австралійців і тверду прихильність справі примирення». У 2013 році він був призначений Урядом Австралії покровителем святкування сторіччя Національної столиці.